# Mick Jagger
Sir  Michael Philip Jagger, angleški glasbenik in pevec skupine The Rolling Stones, * 26. julij 1943, Kent, Anglija.